# Bombardier

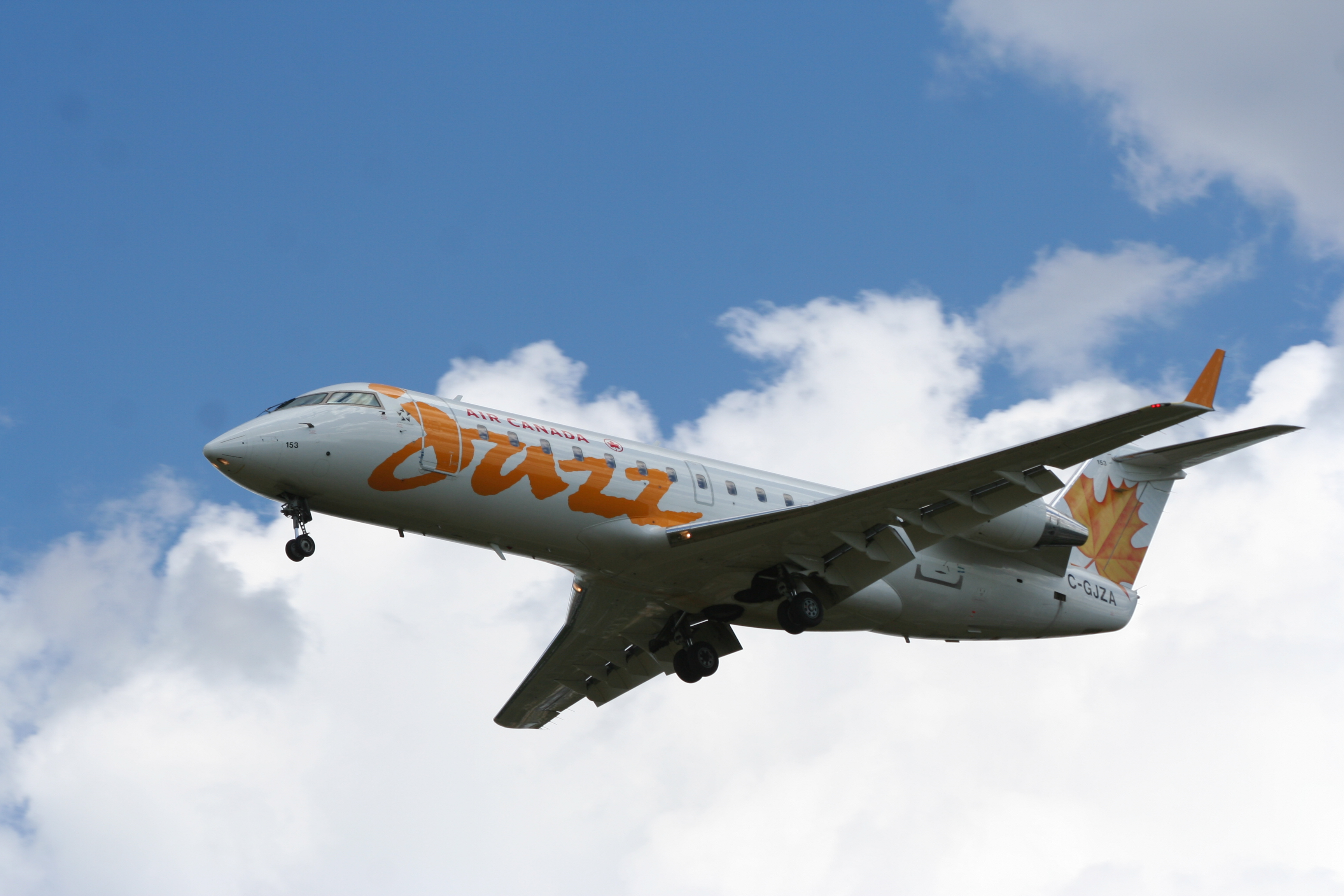
Bombardier CRJ-200 van Jazz Air

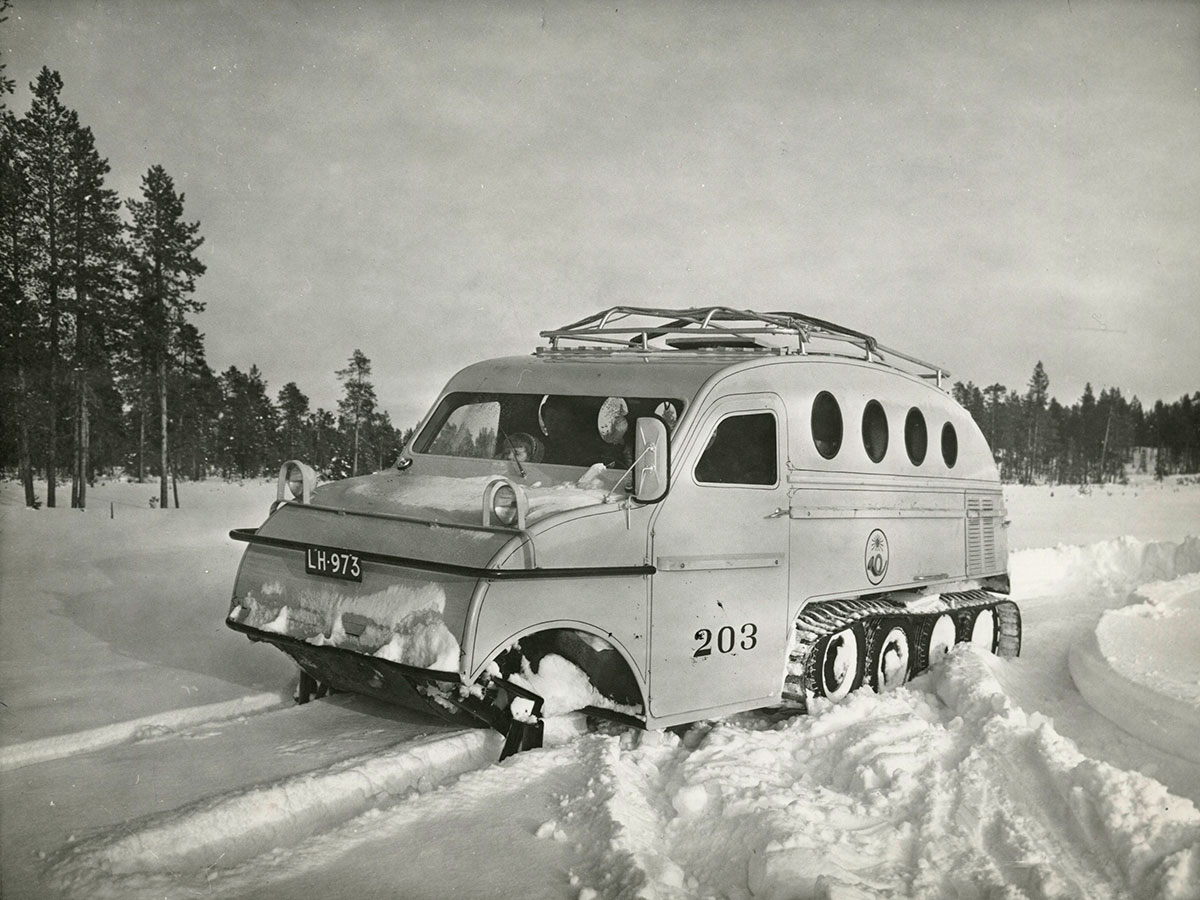
Bombardier B-12 sneeuwmobiel in Finland

Bombardier Inc. is een Canadees concern, opgericht door Joseph-Armand Bombardier. Het bedrijf is begonnen als producent van sneeuwscooters. Na de verkoop van Bombardier Transportation in 2020 is het alleen nog actief als grote fabrikant van zakenvliegtuigen.  Het bedrijf maakte van 1975 tot 1985 ook motorfietsen.

## Activiteiten
Bombardier bouwt voornamelijk zakenjets, in 2022 leverde het 123 toestellen. Bombardier maakt grote zakenvliegtuigen zoals de Global 8000, Global 7500, Global 6500, Global 6000, Global 5500 en Global 5000. Het heeft verder twee modellen, Challenger 3500 en Challenger 650, in het middelgrote segment. Het bedrijf telde 15.900 medewerkers per jaareinde 2022, waarvan twee derde in Canada werkzaam was. Op 3 december 2022 had de orderportefeuille een omvang van US$ 15 miljard.
Er zijn A- en B-aandelen waarvan de B-aandelen het meest worden verhandeld. Het belangrijkste verschil tussen de twee aandelen is het stemrecht, een B-aandeel heeft een stemrecht en een A-aandeel heeft er tien. De laatste keer dat Bombardier dividend heeft uitgekeerd was in 2014.

## Geschiedenis
In 1937 kwam de eerste sneeuwscooter van Joseph-Armand Bombardier op de markt, de B7. Deze scooter bood plaats aan zeven passagiers en vijf jaar later volgde een grotere versie met 12 zitplaatsen. Er werden ook speciale versies van gemaakt voor het vervoer van zieken en gewonden, vracht, post en scholieren.
In 1966 nam zijn schoonzoon, Laurent Beaudoin, de leiding over het bedrijf over. Hij richtte zich op verdere groei van de bestaande activiteiten, maar nam ook andere bedrijven over. In 1969 kreeg Bombardier een beursnotering aan de beurs van Montréal en de Toronto Stock Exchange.
In 1970 werd het bedrijf actief op het gebied van spoorwegmaterieel. In Oostenrijk werd Lohnerwerke overgenomen, het was de eerste buitenlandse overname. Lohnerwerke maakte naast sneeuwscooters ook trams. Na de eerste oliecrisis in 1973 droogde de vraag naar sneeuwscooters op en werd focus verlegd naar rollend materieel. In 1974 kreeg Bombardier de opdracht voor de bouw van 423 voertuigen voor de metro van Montréal. In 1982 volgde een nog grotere opdracht ter waarde van US$ 1 miljard voor 825 voertuigen voor de metro van New York.
In 1986 werd Canadair overgenomen, een Canadese fabrikant van vliegtuigen. Drie jaar later volgde de overname van de Ierse vliegtuigbouwer Short Brothers. Short Brothers leed forse verliezen en Bombardier kon het voor weinig geld overnemen en kreeg een grote som geld mee van de verkopende partij, de Britse overheid. 
In 1992 kwamen de toestellen van de Bombardier CRJ-Series in gebruik, waarbij CRJ staat voor Canadair Regional Jet. De eerste toestellen telden 50 zitplaatsen en waren bestemd voor regionale vluchten. In 1997 kwam de CRJ700, met 70 zitplaatsen, op de markt, de CRJ900 (86 zitplaatsen) in het jaar 2000 en een 100 zitter, de CRJ1000, in 2007. In 1990 kwam de Learjet Corporation bij Bombardier ter aanvulling van de CRJ toestellen. In 1992 nam het De Havilland Canada over van Boeing.
In het gebroken boekjaar tot 31 januari 2000 behaalde Bombardier een omzet van CA$ 13,6 miljard en een nettowinst van CA$ 719 miljoen. Van de omzet werd meer dan 90% buiten Canada gerealiseerd, waarbij de Verenigde Staten veruit de belangrijkste afzetmarkt was. Er werden dat jaar 292 vliegtuigen, waarvan 104 toestellen van de CRJ-Series, afgeleverd en de vliegtuigtak had een omzetaandeel van zo'n 60%. Het aandeel van de transportactiviteiten was zo'n 25% in de totale omzet. Bombardier telde dat jaar 56.000 medewerkers.
In 2003 werd Bombardier Recreational Products verkocht. De koper was een groep investeerders, waarbij Bain Capital een belang kreeg van 50%, de familie Bombardier 35% en tot slot Caisse de dépôt et placement du Québec 15%. In het boekjaar dat eindigde per 31 januari 2003 behaalde deze activiteit een omzet van 2,5 miljard Canadese dollar.
In 2006 kocht Viking Air uit Victoria de typecertificaten voor alle originele De Havilland-ontwerpen die niet meer in productie waren (DHC-1 tot DHC-7).
In februari 2016 kondigde Bombardier aan in 2016 en 2017 zo’n 7000 banen te schrappen om de resultaten te verbeteren. Bij Bombardier werkten eind 2015 ongeveer 64.000 mensen. Het gaat vooral om arbeidsplaatsen in Canada en Europa en de meeste ontslagen, zo’n 3200, vallen bij de treinentak. Bij het onderdeel vliegtuigonderdelen verdwijnen nog eens 2500 banen. Tegelijkertijd gaat het bedrijf meer mensen aannemen voor de productie van commerciële vliegtuigen. In november 2018 kondigde het bedrijf aan om nogmaals 5000 banen te schappen om voor 250 miljoen aan kosten te besparen in 2021.
In november 2018 kondigde de houdstermaatschappij van Viking Air, Longview Aviation Capital, de overname aan van het Dash 8 Q400-programma, samen met de rechten op de naam en het handelsmerk van de Havilland. De deal, die op 3 juni 2019 werd gesloten na goedkeuring door de regelgevende instanties, bracht de volledige productlijn van de Havilland in handen van De Havilland Aircraft of Canada Limited. Met deze verkoop had Bombardier zich volledig teruggetrokken uit de markt van turbopropvliegtuigen.
Medio 2020 nam Mitsubishi Heavy Industries (MHI) de regionale vliegtuigactiviteiten over. Voor de CRJ Series betaalde MHI US$ 550 miljoen en nam ook het onderhoud, de luchtwaardigheidscertificeringsondersteuning en de verkoopactiviteiten over. Op 31 maart 2020 bestond het orderboek nog uit 15 CRJ-vliegtuigen die nog door Bombardier zijn gebouwd.
In januari 2021 kondigde Bombardier aan de productie van Learjet vliegtuigen te staken vanwege teleurstellende verkopen. Sinds de levering van het eerste Learjet toestel in 1963 zijn er 3000 exemplaren gemaakt. Bombardier gaat zich volledig richten op de zakenvliegtuigen van de Global en Challenger series.

## Voormalige activiteiten

### Rollend materieel
Bombardier Transportation is fabrikant van rollend materieel. Bij het bedrijf werken 36.000 mensen op 64 productielocaties in 26 landen. Behalve locomotieven, treinstellen, rijtuigen, metro's en trams levert het bedrijf ook het Europese spoorbeveiligingssysteem European Rail Traffic Management System (ERTMS).
In februari 2020 werd bekend dat het Franse bedrijf Alstom de spooractiviteiten van Bombardier wil overnemen voor €7,5 miljard. Het nieuwe fusiebedrijf wordt met een omzet van ruim €15 miljard de tweede treinenbouwer ter wereld, na het Chinese CRRC Corporation met een omzet van €28,4 miljard in 2018. Op 29 januari 2021 werd de transactie afgerond.

### Motorfietsen
Bombardier produceerde tussen 1975 en 1985 motorfietsen onder de naam Can-Am. Tegenwoordig worden onder die naam nog quads geproduceerd.

### Bussen
Na een mislukt avontuur met Van Hool besloot het Ierse staatstransportbedrijf C.I.E. het Duitse bedrijf FFG opdracht te geven tot het ontwikkelen van een nieuwe serie bussen. Bombardier, dat graag voet aan wal wilde krijgen in Europa, besloot de bussen te gaan bouwen en een voormalige pianofabriek in Shannon werd omgebouwd tot busfabriek. De Ierse markt bleek nog altijd te klein om voldoende bussen te kunnen afzetten om als bedrijf levensvatbaar te zijn. Britse orders volgden niet. Het Amerikaanse G.A.C. probeerde vanaf 1980 het bedrijf nog een tijdlang overeind te houden, maar moest uiteindelijk in 1986 het faillissement aanvragen. De geproduceerde bussen werden tot 1993 opgeslagen om pas toen nieuw in dienst te komen. De bussen zijn tot 2000 in gebruik gebleven.